# Тушканчик Бланфорда
Тушканчик Бланфорда (лат. Jaculus blanfordi) — вид грызунов из семейства тушканчиковых (Dipodidae). Встречается в центре Азии.

## Таксономия
Тушканчик Бланфорда был впервые описан в 1884 году британским зоологом Джеймсом Альбертом Мюрреем, куратором музея в Карачи и автором ряда книг о птицах и млекопитающих Индийского субконтинента. Он назвал его «Dipus blanfordi» в честь британского геолога и зоолога Уильяма Томаса Бланфорда, который был членом Индийской геологической службы и позднее опубликовал работы по фауне Индии.

## Распространение и места обитания
Ареал тушканчика Бланфорда простирается от Туркменистана и Ирана через пустыню Кызылкум и пустыню Каракумы до центрального Узбекистана, Афганистана и юго-западного Пакистана. Его типичная среда обитания — голые глинистые или гравийные участки в пустынях и других засушливых местах, но не песчаная пустыня с барханами.

## Поведение
Тушканчик Бланфорда — грызун одиночный. Они роют длинные туннели в твердой земле, служащие им норами. При этом он использует свои резцы, чтобы рыхлить почву, свои передние конечности для рытья и проталкивания рыхлого материала под своим телом, задние конечности, чтобы отбрасывать почву назад, и морду, чтобы утрамбовать рыхлую почву. Туннели бывают трех типов; временные короткие норы с несколькими входами, несколькими туннелями и одной камерой; выводковые норы для размножения с более длинными туннелями, более многочисленными входами и гнездовой камерой на глубине не менее 30 см ниже уровня земли; зимние норы с одним длинным туннелем, обычно горизонтальным, но с единственной камерой где-то под поверхностью земли. Этот тушканчик питается семенами и такими пустынными растениями, как Artemisia aucheri, Anabasis aphylla и Peganum harmala, а в норах были обнаружены кусочки стебля и листьев.

## Природоохранный статус и состояние популяций
Тушканчик Бланфорда имеет широкий ареал и, предполагается, что общая его численность велика. В некоторых регионах, таких как Туркменистан и Узбекистан, считается, что численность этого вида сокращается, поскольку часть его мест обитания используется  для сельского хозяйства. Однако в любом случае сокращение общей численности вида невелико, и Международный союз охраны природы оценил его природоохранный статус как «вызывающий наименьшее беспокойство» (LC).